# DNI electrònic
El Document Nacional d'Identitat electrònic (DNI electrònic o DNIe per escurçar, oficialment anomenat Documento Nacional de Identidad (DNI)) és el document d'identitat electrònic que s'expedeix a Espanya des de març de 2006. Es tracta de l'evolució de l'anterior DNI pensada per adaptar el seu ús a la societat de la informació i perquè els seus portadors puguin fer-ne ús per a determinats serveis electrònics.
El DNIe és una targeta feta de policarbonat, de mida idèntica a una targeta de crèdit (85,60 mm d'amplada per 53,98 mm de llargada) i que incorpora un circuit integrat amb informació digital. És obligatori posseir-lo des dels 14 anys, tot i que es pot sol·licitar des de la inscripció del menor al Registre Civil.
L'adjudicatària del projecte per a la implantació del DNIe és la subcontractació i la unió temporal d'empreses formada per Indra Sistemas, Telefónica, Safelayer i Software AG. El febrer de 2013, Espanya havia emès més de 38 milions de DNI electrònics.

## Història
L'any 1824 Ferran VII va crear la Policia a Espanya i li va atorgar la potestat exclusiva per crear padrons que incloguessin l'edat, el sexe, l'estat civil, la professió i la naturalesa del veïnat. Aquesta va ser la seva primera atribució, competència que s'ha mantingut fins a l'actualitat i que ha vinculat històricament al Cuerpo Nacional de Policía amb el carnet d'identitat.
La creació del DNI es va iniciar a través d'un decret el 2 de març de 1944, amb l'objectiu de tenir més ben i millor controlats als espanyols. La iniciativa va partir de Francisco Franco; no obstant això es va haver d'esperar fins a 1951 per estrenar el seu propi carnet d'identitat. Els primers obligats a formalitzar-lo van ser els presos i els que tenien llibertat vigilada. En segon lloc, el personal masculí que per la seva professió o negoci s'havia de canviar molt sovint de domicili. Després va estendre's a tots els homes que vivien en ciutats de més de 100.000 habitants, per després arribar als homes residents a localitats d'entre 25.000 i 100.000 habitants, seguit per les dones que viatjaven per raons de feina, i així successivament fins a completar amb els anys la totalitat de la població.
Saragossa va ser la primera capital de província on es va expedir el DNI. La prova es va estendre posteriorment a València, i d'allà es va propagar a la resta de ciutats fins que es van completar 59 equips fixos distribuïts a totes les ciutats exceptuant la comunitat de Navarra.
Des d'un principi, i amb un mètode encara vigent, els nombres de DNI es van assignar per lots als equips d'expedició. D'aquesta manera, cada comissaria o equip mòbil que tramiti el DNI té un marge suficient de números lliures. Si s'acaben els números, s'atorga un nou lot, que no necessàriament ha d'ésser relatiu a l'anterior. D'aquesta manera, els nombres més baixos de DNI no han pertanyut necessàriament a persones mortes anteriorment, com es creu molt sovint.
El número 1 va ser autoadjudicat per Francisco Franco. El segon fou per la seva dona, Carmen Polo; i el tercer, per la seva filla Carmen Franco. Del quart al novè són vacants. Del 10 en endavant i fins al 99 estan reservats per la Família Reial Espanyola, d'aquesta manera es va assignar el 10 a Joan Carles I, l'11 a Sofia de Grècia, el 12 a Elena de Borbó, el 14 a Cristina de Borbó i el 15 a Felip VI d'Espanya. El 13 es va deixar vacant per superstició.

### Modificacions de disseny
Hi ha hagut set dissenys de DNI. El primer data de 1951 i incloïa les dades de filiació, professió, treball o càrrec. Era de color verd i contenia la característica àguila imperial del règim franquista. A més, mostrava la categoria econòmica del propietari. El primer redisseny va arribar el 1962 i s'incorporava l'estat civil i el grup sanguini i es retirava el sexe. Era blava, en correspondència al color corporatiu de la Policia. Aquest model va durar fins al 1965, quan es va començar a expedir un dels DNI més populars i longeus (va durar fins al 1980). En aquest cas, mantenia les mateixes dades i només es va suprimir la firma del director de l'equip que expedia el carnet. Les variants més significatives del quart model de DNI, amb una vigència que va anar des de 1981 fins al 1985, foren la inclusió de l'escut constitucional i la supressió de les categories econòmiques, i la inclusió de nou del sexe del ciutadà. En el següent model (1985-1991) es va retirar la professió, l'estat civil i el grup sanguini, aquest últim perquè de vegades provocava errors mèdics. En la dècada dels 90 es van idear uns models realitzats a partir de tecnologia informàtica. Va desaparèixer la històrica empremta digital i la fabricació va anar a càrrec de la Fábrica Nacional de Moneda y Timbre. El DNI actual té un xip que agilitza els tràmits amb l'Administració i internet.

## Normativa
El Document Nacional d'Identitat és un document personal i intransferible emès pel Ministeri d'Interior que gaudeix de la protecció que els documents públics i oficials atorguen a les lleis. El seu titular està obligat a la seva custòdia i conservació. El DNI té valor per acreditar la identitat i les dades personals del titular que s'hi mostrin, incloent la nacionalitat espanyola. Cada DNI té un número personal que és considerat un identificador numèric personal de caràcter general.
Tots els espanyols tenen dret a què se'ls expedeixi el DNI, és obligatori per als majors de 14 anys residents a Espanya i pels que tenen la mateixa edat i resideixin a l'estranger però es traslladin a Espanya per més de sis mesos. Totes les persones obligades a obtenir el DNI també ho estan a exhibir-lo quan ho requereixi l'autoritat o els seus agents.
Per obtenir un DNI és necessari tenir la nacionalitat espanyola. Els estrangers residents legalment a Espanya tenen una targeta de característiques semblants anomenada targeta d'identitat de l'estranger, que té un Número d'Identificació d'Estrangers (NIE).

### Període de validesa
De forma general, el DNI té un període de validesa (des de la data d'expedició o de renovació) de:
1. Cinc anys si el titular no ha complert els trenta anys en el moment de l'expedició o renovació.
2. Deu anys quan el titular tingui trenta anys i no hagi arribat a setanta.
3. Permanent quan el titular hagi complert els setanta anys.

De forma excepcional, es podrà atorgar validesa diferent al DNI en els següents casos:
1. Permanent a persones més grans de trenta anys que acreditin la condició de gran invàlid.
2. Per un any si no es poden presentar suficientment els documents requerits per la seva expedició o renovació.

### Sancions
En matèria de documentació personal, es poden sancionar les següents infraccions:
1. L'incompliment de l'obligació de tenir la documentació personal (a partir dels 14 anys)
2. La negativa a entregar la documentació personal si s'acorda la seva retirada o retenció, cosa que només pot ocórrer amb el DNI quan s'ha de substituir per un altre.

## Elements
Podem trobar els següents elements al DNIe:
- A l'anvers:
  - Cos central: primer cognom, segon cognom, nom, sexe, nacionalitat, data de naixement, número de sèrie de suport físic de la targeta (IDESP), data de validesa del document i firma manuscrita.

- - Costat esquerre: xip criptogràfic, número personal del DNI seguit del caràcter de verificació (Número d'identificació fiscal) i imatge canviant gravada en làser (CLI) on hi consta la data d'expedició en format DDMMAA i la primera consonant del primer cognom + la primera consonant del segon cognom + la primera consonant del nom (del primer nom en cas d'ésser compost).

- - Costat dret: kinegrama (consisteix en una estructura de difracció microscòpica; la imatge, no obstant, no és tridimensional, com l'holograma, sinó que en moure-la mostra animacions gràfiques) i fotografia en blanc i negre amb un holograma a la superfície i relleus.

- Al revers:
  - Part superior: lloc de naixement, província-país, nom dels pares, domicili, lloc del domicili, província-país del domicili i equip (número de l'oficina d'expedició del DNIe).
  - Part inferior: informació impresa OCR-B per a la lectura mecanitzada sobre la identitat del ciutadà segons la normativa OACI per a documents de viatge.

- Al xip criptogràfic, en format digital:
  - Certificat electrònic per autentificar la personalitat del ciutadà
  - Certificat electrònic per firmar electrònicament, amb la mateixa validesa jurídica que la firma manuscrita
  - Certificat de l'autoritat de certificació emissora
  - Un parell de claus de cada certificat electrònic
  - Plantilla biomètrica de la impressió dactilar
  - Fotografia digitalitzada del ciutadà
  - Imatge digitalitzada de la firma manuscrita
  - Dades de la filiació del ciutadà, corresponents al contingut de la targeta

El xip electrònic no conté informació relativa a dades personals diferents als que apareixen impresos a la superfície de la targeta ni dades sanitàries, fiscals, judicials, penals, infraccions de trànsit, etc.